# Laksevågs kommun
Laksevågs kommun (norska: Laksevåg kommune) var en kommun i Hordaland fylke i västra Norge. Kommunen omfattade ett område i den västra delen av nuvarande Bergens kommun. Orten Loddefjord utgjorde kommunens centralort.

## Administrativ historik
Laksevågs kommun upprättades den 1 juli 1918 genom utbrytning ur Askøy kommun. Kommunen hade 6 957 invånare vid upprättandet.
Den 1 juli 1921 överfördes ett bebott område (Gyldenpris med 1 734 invånare) från Laksevågs kommun till Bergens kommun.
Den 1 januari 1972 gick den återstående delen av Laksevågs kommun, tillsammans med kommunerna Arna, Fana och Åsane, upp i Bergens kommun. Kommunen hade då 24 672 invånare.